# Lithosia insolata
Lithosia insolata là một loài bướm đêm thuộc phân họ Arctiinae, họ Erebidae.